# متلازمة جيوبرت
متلازمة جوبيرت (وتعرف أيضًا باسم عدم تخلق مخيخي متني IV) هو اضطراب وراثي نادر سببه خلل في جزء من الدماغ يسمى الدودة المخيخية (جسر المخيخ) حيث يكون هناك فشل في تخلق كامل لجزء من الدماغ وهو دودة مخيخية ، وتسبب هذه المتلازمة عدم تمكن المصابين بها من رؤية أي شيء في النور الساطع وذلك للحساسية الشديدة التي تصيبهم من جراء الأضواء الساطعة .

## السبب
ينتقل المرض من الوالدين إلى الأبناء بوراثة متنحية أي يكون لدى كلا منهما نسخة من جين معطوب من الجينات المسؤلة عن هذا المرض في الحمض النووي ولكي يولد الطفل مصاب بهذا المرض يجب ان تحتوي البويضة والحيوان المنوي على نفس الجين المعطوب ونسبه حدوث المرض لوالدين يحملان نفس الجين المعطوب هي 25%في كل حمل. هذا يعني أنه إذا كلا الأبوين حاملا، هناك فرصة 1 في 4 أن كل طفل سوف يكون مصاب بهذا المرض.

## الأعراض
معظم العلامات والأعراض في متلازمة جيوبرت تظهر مبكراً جداً في الطفولة، ومعظم الأطفال يحدث لديهم تأخر في النمو.
تتفاوت الأعراض بين المصابين بهذا المرض. بل قد تكون بعضها حالات خفيفة وبعضها حالات شديدة مزمنة.
ومن أهم الأعراض هي:
- - تسرع في التنفس .
- -انخفضت قوة العضلات، وخاصة في مرحلة الطفولة
- - حركات غير طبيعية وغير منتظمة لللعين
- -شذوذ في شبكية العين، أو في القزحية (ثلامة).
- -التشوهات الخلقية، ، زيادة في أصابع اليدين والقدم ينالشفة المشقوقة أو الحنك، تشوهات في اللسان
- -الخراجات في الكلى
- تأخر في التنمية الفكرية
- -صعوبات التعلم
- -حركة سريعة لا إرادية للعين (اهتزاز العين) (nystagmus).
- -ضعف شديد في الرؤية وتسمى عمى ليبر الخلقي (Leber congenital amaurosis) .
- -خلل في شبكية العين على شكل بقع صبغية في الشبكة (حثل الشبكية) وعند عمل تخطيط لها يظهر المؤشر على شكل خط مستقيم ونقص جزئي في تخلق الشبكية والقزحية أو ما حولها .
- - تليف في الكبد .
- - ظهور ثنيات زائدة بين اللثة واللسان والفم أو ورمات على اللسان .

## العلاج
لايوجد حاليا علاجه متلازمة جوبيرت، ولكن العلاج مهم جدا للمساعدة في أعراض مثل مشاكل في التنفس، ودعم نمو الطفل.
وقد يشمل هذا العلاج الطبيعي، وعلاج النطق والتعليم الخاص.